# Ludwig Gottfried von Hohenlohe-Pfedelbach
Graf Ludwig Gottfried von Hohenlohe-Waldenburg-Pfedelbach (* 6. Dezember 1668 in Pfedelbach; † 18. September 1728 ebenda) war Graf von  Hohenlohe-Pfedelbach.

## Herkunft

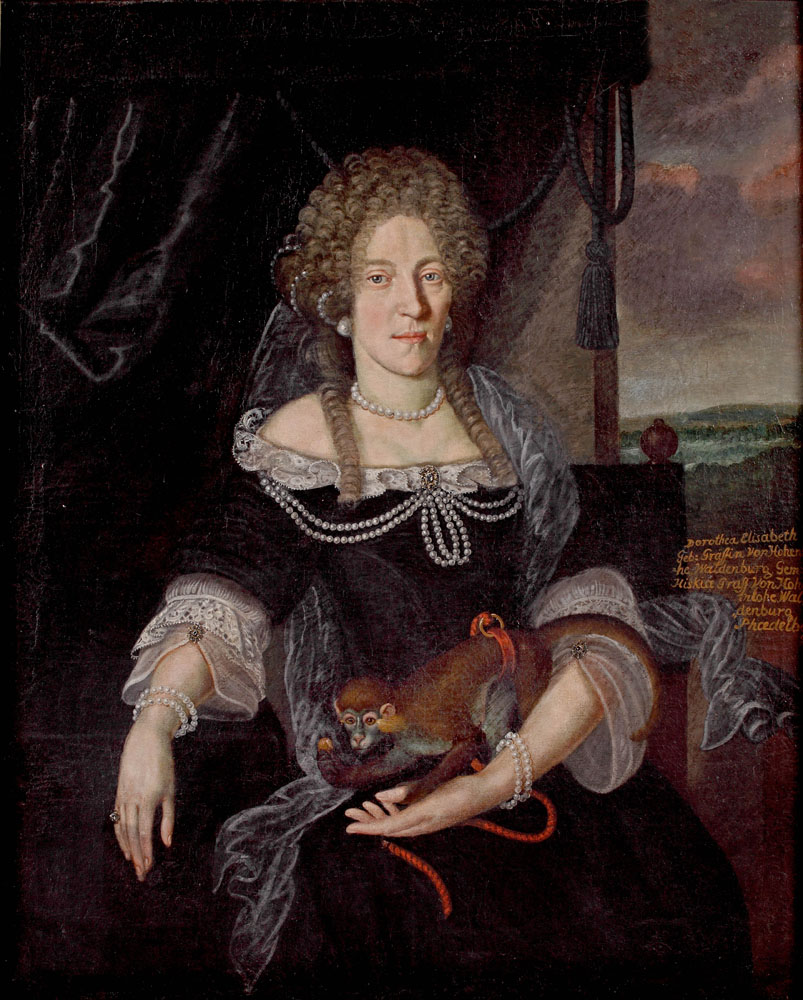
Dorothea Elisabeth Gräfin von Hohenlohe, die Mutter des Grafen Ludwig Gottfried

Graf Ludwig Gottfried war der Sohn des Grafen Hiskias von Hohenlohe-Waldenburg-Pfedelbach (1631–1685) und seiner Frau Dorothea Elisabeth von Hohenlohe-Waldenburg (1650–1711), Tochter von Philipp Gottfried von Hohenlohe-Waldenburg.
Die Linie Hohenlohe-Pfedelbach war eng verwandt mit der wieder katholisch gewordenen Linie Hohenlohe-Waldenburg, blieb jedoch bis zu ihrem Erlöschen durch den Tod Graf Ludwig Gottfrieds evangelisch. Ludwig Gottfrieds beiden Vorgänger, die Grafen Friedrich Kraft und Hiskias, hatten während ihrer gemeinsamen Regierung 1673 eine Kirchenkonventsordnung erlassen sowie 1674 die alte Kirchen- und Consistorialordnung erneuert.

## Leben
Graf Ludwig Gottfried studierte seit 1685 in Tübingen. Er reiste in die Niederlande und in die Schweiz. Am 27. Oktober 1689 fand seine Hochzeit mit Luise Charlotte, Gräfin von Hohenlohe-Langenburg (1667–1747), statt. Ludwig Gottfried war ein öfter kränkelnder Mann. Er litt insbesondere unter Bronchitis, Steinschmerzen und der Gicht. Am 18. September 1728 verstarb er an einer eitrigen Lungenentzündung. Die Ehe mit Luise Charlotte blieb kinderlos, so dass sein Erbe, darunter die zwei Drittel der erloschenen Linie Waldenburg, zu gleichen Teilen an die Zweige Schillingsfürst und Bartenstein fiel.